# Götaverken Cityvarvet

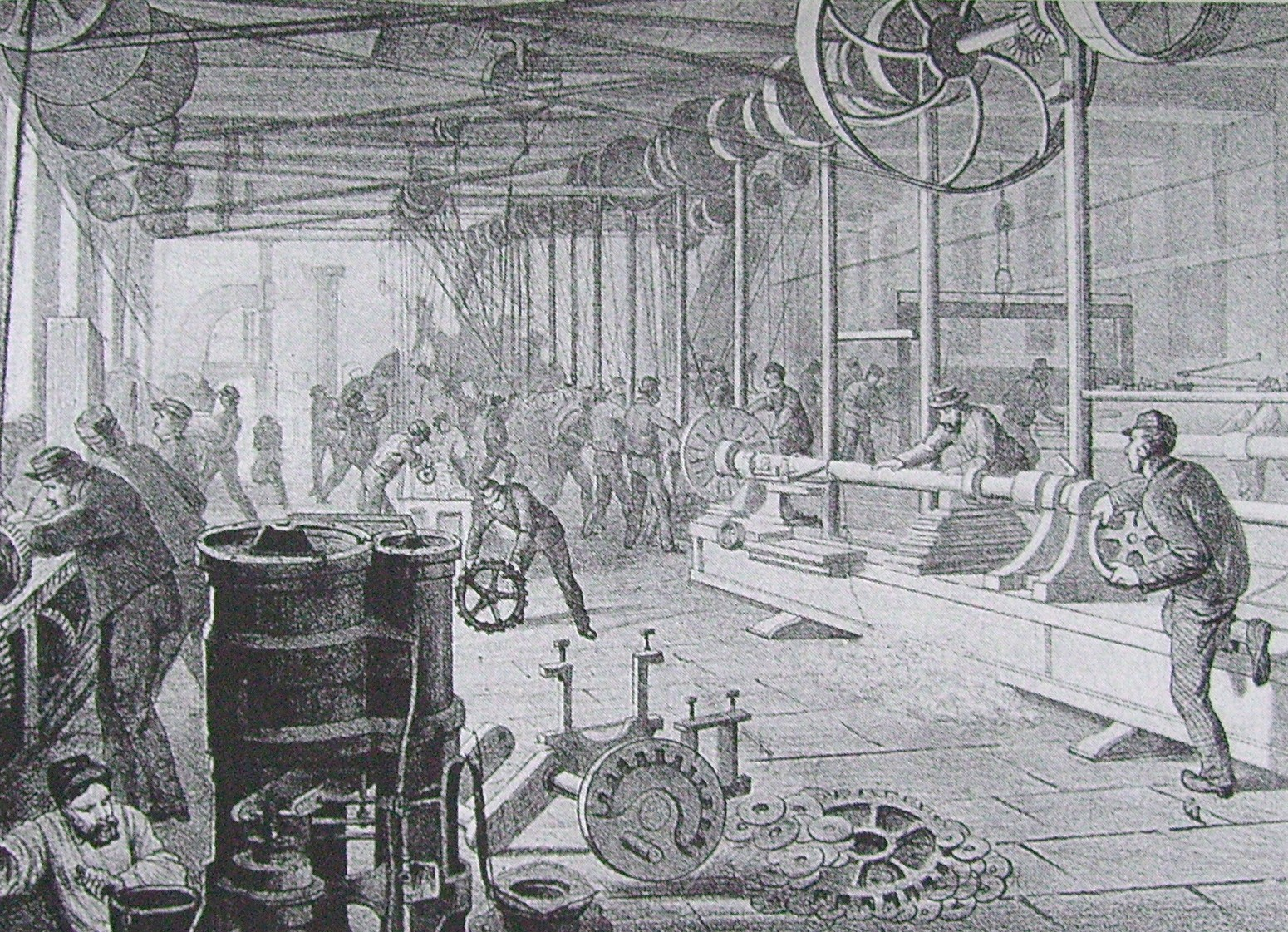
Der Betrieb im Jahr 1873

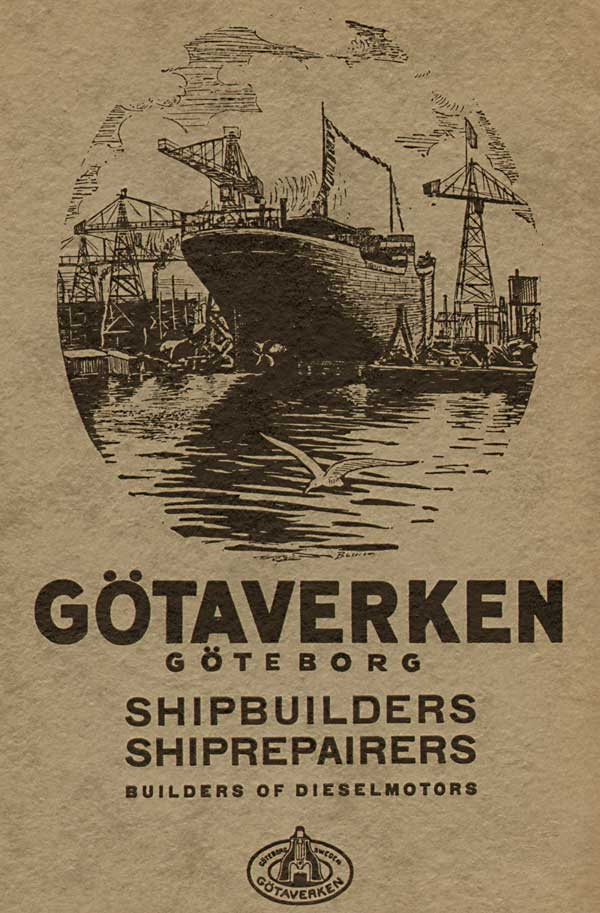
Werbung von 1934

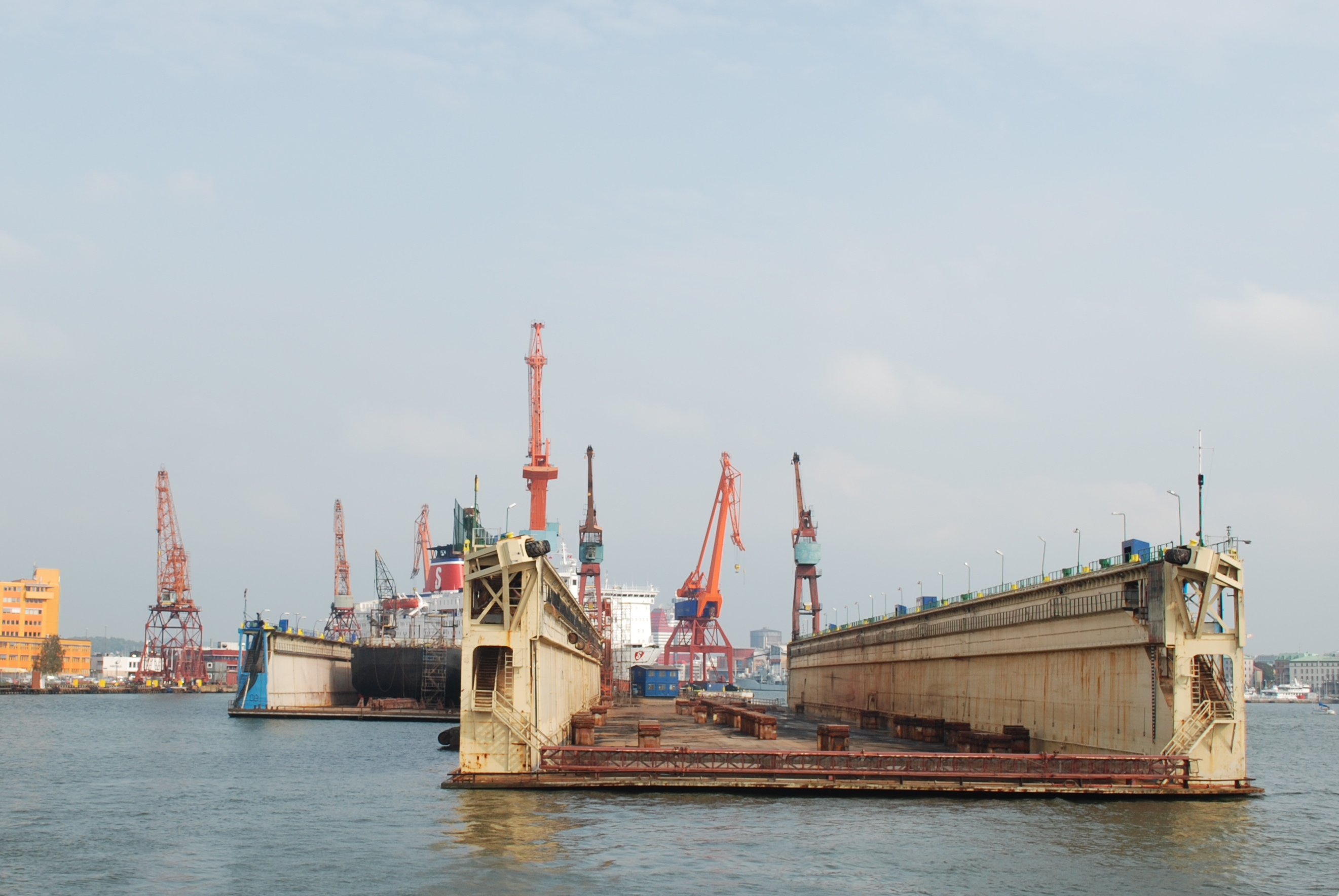
Docks der Götaverken Cityvarvet (2010)

Die schwedische Schiffswerft Götaverken wurde 1841 in Göteborg gegründet und wurde mit Nachfolgeunternehmen bis 2015 betrieben. In der Zeit ihres Bestehens entstanden zahlreiche verschiedene Schiffstypen und Schiffsmotoren. Außer in der Konstruktion von großen Serienschiffen machte sich das Unternehmen auch im Spezialschiffsbau einen Namen.

## Geschichte

### Gründung durch Alexander Keiller
Die Wurzeln der Werft gehen auf den 1841 vom schottischen Unternehmer Alexander Keiller als Keillers Werkstad i Göteborg gegründeten Betrieb zurück. Nachdem das Unternehmen zunächst einige Jahre als allgemeiner Metallbaubetrieb gearbeitet hatte (unter anderem wurden unter der Marke Ferro gusseiserne Fenster hergestellt), wurden die Erfahrungen im Eisenschiffbau umgesetzt und 1847 das erste Schiff zu Wasser gelassen. Nach einem Bankrott Keillers im Jahr 1867 wurde das Unternehmen in eine Aktiengesellschaft umgewandelt und firmierte seitdem unter dem Namen Göteborgs Mekaniska Verkstads AB. 1906 änderte man den Namen nach einem Mehrheitswechsel auf Göteborgs Nya Verkstads AB und vergrößerte den Betrieb. Weitere zehn Jahre darauf folgte zunächst die Produktionsaufnahme von Dieselmotoren in Lizenz des dänischen Herstellers Burmeister & Wain und der nächste Wechsel auf den bekanntesten Namen, AB Götaverken. Das Unternehmen wuchs auch in den folgenden Jahrzehnten und zählte in den 1930er Jahren zu den produktivsten Schiffbaubetrieben weltweit. Ab 1939 wurden selbstentwickelte Dieselmotoren unter dem Begriff Götaverken Motor angeboten.

### Nachkriegsgeschichte
Die Jahrzehnte nach dem Zweiten Weltkrieg waren von weiterem Wachstum und ab 1950 vom Neubau einer komplett neuen, größeren Werft im Göteborger Stadtteil Arendal ebenfalls auf der Insel Hisingen geprägt. Der neuerbaute und seinerzeit hochmoderne Betrieb wurde in der ersten Hälfte der 1960er Jahre fertiggestellt und konzentrierte sich vor allem auf den Serienbau großer Schiffseinheiten, wie Tanker und Massengutschiffe. Der Schiffbau auf dem alten Betrieb endete nach der Ablieferung des Massengutfrachters Greta Thulin im Jahr 1968.
1971 übernahm die Salén Reederei das Werftunternehmen. Aufgrund der Ölkrise von 1973 war Salén aber bereits 1974 gezwungen, die ebenfalls zur Reederei gehörende Finnboda AB in die Götaverken einzugliedern, die Eigenentwicklung von Dieselmotoren aufzugeben (Lizenzbauten von Burmeister & Wain wurden bis 1990 weitergeführt) und die Herstellung von Fenstern aufzugeben. 1976 wurde die Götaverken-Gruppe in Einzelunternehmen zerlegt. Der Motorenbau ging an die Svenska Bearing AB und der Schiffbau wurde 1977 mit der Tochtergesellschaft Götaverken Finnboda AB von der staatlichen Svenska Varv übernommen. Nachdem die Nachfrage der vorher produzierten Tanker und Bulker stark zurückgegangen war, wurde der Werftbetrieb von Mitte der 1970er bis Anfang 1980er Jahre auf Schiffsreparaturen und -wartung umgestellt und die Belegschaft von 2243 Mitarbeitern im Jahr 1976 bis Ende 1981 auf 1483 gesenkt. Zudem wurde später der Versuch unternommen, mit dem Bau komplexerer Schiffstypen, wie Fährschiffen, Eisbrechern oder Kühlschiffen zu überleben. Nach der Ablieferung des Eisbrechers Oden im Jahr 1989 wurde der Schiffbau eingestellt und die Arendal-Werft geschlossen. 1993 ging auch die verbliebene Stadtwerft (Cityvarvet) nach längerer Durststrecke in Konkurs, konnte aber mit erheblich verkleinertem Personalstamm von 70 Mann wiedereröffnet werden. Im Laufe der Jahre stieg die Zahl der Beschäftigten auf 140.
In den Jahren  2000 bis 2015 gehörte das Unternehmen als Götaverken Cityvarvet AB zur Damen Shipyards Group und wurde als Schiffsreparaturwerft mit mehreren eigenen Schwimmdocks betrieben.
2015 wurde der Werftbetrieb eingestellt.
Die Werftkräne wurden an lokale Sponsoren verkauft und blieben vor Ort erhalten.
Die beiden großen Schwimmdocks der Werft wurden 2015 und 2016 verkauft und aus dem Hafen geschleppt.
Der ausgegliederte Motorenbau ging  bereits zuvor am 24. März 2003 in Konkurs, die Betriebsanlagen in Trollhättan wurden später von Wärtsilä weitergenutzt.